# إدوارد زندرن باكر
إدوارد مين فان زندرن باكر (بالهولندية: Eduard Meine van Zinderen-Bakker)‏ (15 أبريل 1907 أوبسترلاند، فريسلاند - 19 مارس 2002 سومرست الغربية هو دبلوماسي وإحاثي هولندي المولد مهاجر إلى جنوب أفريقيا) متخصص في علم الطلع قدم مساهمات كبيرة في مجالات البيئة النباتية، وعلم الطلع والمناخ القديم، علم البيئة في أفريقيا.

## الحياة المهنية
بعد حصوله على درجة الدكتوراه في علم النبات من جامعة أمستردام قام بتدريس علم الأحياء في أبلدورن. في عام 1947 هاجر إلى جنوب إفريقيا مع زوجته وابنيه. شغل منصب القنصل الفخري لهولندا لمدة 20 عامًا، وهو مكتب حصل على وسام أورانجي ناسو.
تم تعيينه في البداية كمحاضر في علم النبات في جامعة أورانج فري ستيت في عام 1947، وبقي حتى عام 1972 حيث حصل على منصب أستاذ في القسم. أنشأت الجامعة معهد العلوم البيئية وعُيِّن مديراً له وبقي في هذا المنصب حتى عام 1976، وهو يعمل مع طاقم من العلماء المحليين والأجانب. من عام 1977 إلى عام 1988، عمل كمسؤول أبحاث في المعهد حتى تقاعده وهو في سن الحادية والثمانين. وخلال فترة عمله مع المعهد أسس مجلة علم البيئة القديمة في أفريقيا التي قام بتحريرها مع العالمة جوانا أليدا كوتزي [الإنجليزية] وغيرها من المحررين لنحو 20 عامًا.
كان استخدام حبوب اللقاح الأحفوري (علم الحفريات) لطبقة الرواسب الرباعية أحد أهم اهتماماته. قدم انضباط علم الحفريات إلى جنوب إفريقيا في مقال صدر عام 1951 في النشرة الأثرية لجنوب إفريقيا، وشدد على أن التغيرات في درجات الحرارة العالمية كانت السبب الرئيسي للتغيرات البيئية العميقة وأن دراسة حبوب اللقاح الأحفوري ستنتج ثروة من المعلومات حول البيئة القديمة. في هذا الصدد عمل في عدة مواقع في جنوب وشرق إفريقيا مع عالم الآثار الإنجليزي جون ديزموند كلارك [الإنجليزية]، حيث وسع نطاق بحثه ليشمل الصحارى والجزر شبه القارة القطبية الجنوبية. في عام 1965 قام بترتيب أول بعثة بحثية كبيرة إلى هذه الجزر حيث تألفت البعثة من فريق دولي مكون من 35 متخصصًا درسوا علم الطلع، والجيولوجيا الجليدية وعلم البراكين وعلم النبات، وتدوير المعادن، والطاقة الحيوية. وقد نُشرت النتائج في دراسة عام 1971.

## الإنجازات والجوائز
عمل البروفيسور فان زندرن باكر رئيسًا للمجموعة الدولية للمتخصصين في أنتاركتيكا ورئيسًا لجمعية جنوب إفريقيا للأبحاث الرباعية. وكان زميلًا للجمعية الملكية لجنوب إفريقيا، وعضوًا فخريًا في الاتحاد الدولي للبحوث الرباعية، ورابطة جنوب إفريقيا للنباتيين. حصل على الدكتوراه الفخرية من جامعة أورانج فري ستايت، والميدالية الذهبية لأبحاث جنوب القارة القطبية الجنوبية ولعلم النبات، وميدالية كابتن سكوت لعلم الأحياء، وجائزة هافينغا للبيولوجيا (1986)، وشغل منصب رئيس الجمعية الأثرية لجنوب إفريقيا بين عامي 1977 و1979.

## المنشورات
- «حبوب وحبوب اللقاح في جنوب إفريقيا» - إدوارد مين فان زيندرن باكر (1953)
- «علم البيئة القديمة لأفريقيا والجزر المحيطة بها والقارة القطبية الجنوبية» إدوارد مين فان زيندرن باكر (بالكيما، 1964)
- «جزر ماريون وبرنس إدوارد؛ تقرير عن الحملة البيولوجية والجيولوجية لجنوب إفريقيا-1965-1966» - إدوارد مين فان زيندرن باكر، جيه إم وينتربوتوم، ر. ألين داير
- «تأثيرات الفاناديوم في البيئة الكندية» - إدوارد مين فانزيندرن باكر (1980)
- «التحقيقات البيئية في غابات الوادي في ولاية أورانج الشرقية: جنوب إفريقيا» إدوارد مين فان زيندين باكر (1971)
- «ذكريات الرحلات البيولوجية في أفريقيا وإلى جزر القطب الجنوبي» إدوارد مين فان زيندرن باكر (1993)
- "Intimations on quarternary إدوارد مين فان زيندرن باكر (1969)[3]

## الوفاة
توفي في سومرست ويست في عام 2002 بعد عدد من السكتات الدماغية.